# Ангора (вуна)
Ангора вуна или ангора влакно је врста веома вредне вуне добијене прерадом крзна ангорског зеца. Иако су имена изворних животиња слична, ангора се разликују од мохера, који се добија од ангорске козе. Ангора се такође разликују од кашмира, који се добија од кашмирске козе.

## Карактеристике
Ангора је позната по својој мекоћи, танким влакнима и ономе што плетачи називају ореолом (паперјем). Такође, позната је по својој свиленкастој текстури. Много је топлија и лакша од вуне због шупљег језгра ангора влакна.
Квалитетна ангора влакна су пречника око 12–16 микрометара и могу коштати чак 10–16 долара по унци (35 до 50 центи по граму). 
Предива од 100% ангоре дају највише топлоте, али се од коришћења и влаге врло лако филцају. Влакна се обично мешају са вуном да би се предиву дала еластичност, јер ангора влакно није природно еластично. Мешавина смањује мекоћу и ореол као и цену готовог предмета. Комерцијална предива за плетење обично користи 30–50% ангоре, како би произвела ореол, топлоту и мекоћу без нежељених ефеката претераног филцања. 

## Ангорски зец
Постоје четири различите врсте ангорских зечева: енглески, француски, сатенски и дивовски. Длака француске сорте производи влакна која веома добро упијају боју када се фарбају. Ови зечеви се не лињају толико као друге сорте.
Енглески ангорски зечеви се стално лињају и морају се чешљати неколико пута дневно да би се избегло опадање длаке. Њихово крзно даје веома јаку вуну.
Сатенски тип ангорског зеца има крзно које је сјајно и изгледа као сатен. Крзно ове сорте се често преде са неком другом врстом вуне како би се овим флексибилним влакнима додала снага.
Џиновски ангорски зечеви не одбацју длаку сами од себе. Због своје величине дају богату количину влакана.

## Производња крзна
90% ангорског крзна се производи у Кини, иако Европа, Чиле и Сједињене државе такође производе мале количине. У Кини има више од 50 милиона ангорских зечева, који производе 2.500–3.000 тона ангоре годишње.
Скупљање ангоре се врши до три пута годишње (отприлике свака 4 месеца) и сакупља се чупањем или шишањем крзна.
Већина раса ангорских зечева лиња се природним циклусом отприлике свака четири месеца. Многи произвођачи ангоре чупају крзно ових животиња. Чупање је, у ствари, извлачење крзна које се лиња. Међутим, чупање је дуготрајан процес, па неки произвођачи уместо тога шишају зеца. Иако ово резултира нешто слабијим квалитетом вуне, потребно је мање времена и добије се више вуне. Такође, не лињају се све расе ангорских зечева, а ако се зец природно не лиња, не може се очупати. 
Зечеви се морају чешљати најмање једном или два пута недељно како би се спречило да се крзно замрси и филцује. Такође постоји опасност да зец прогута своје олињало крзно.

### Окрутност према животињама
Године 2013. неколико продаваца одеће обуставило је набавку производа који садрже ангорску вуну након што су се појавили видео докази о живим зечевима са везаним шапама, са којих чупају крзно на кинеским фармама. Главни трговци  који су забранили производе од ангоре као одговор на забринутост за добробит су Hugo Boss, Gap, Калвин Клајн, Томи Хилфигер, H&M и Esprit.
У септембру 2016, француска добротворна организација за права животиња One Voice објавила је узнемирујуће снимке са шест фарми ангорских зечева широм Француске. Видео снимци приказују животиње које су приковане са раширеним предњим и задњим ногама, док радници чупају и кидају крзно са њихове коже. На снимку, зечеви вриште и плачу од болова док им се кида крзно, остављајући их потпуно голим осим главе.